# Hazon and Hartlaw

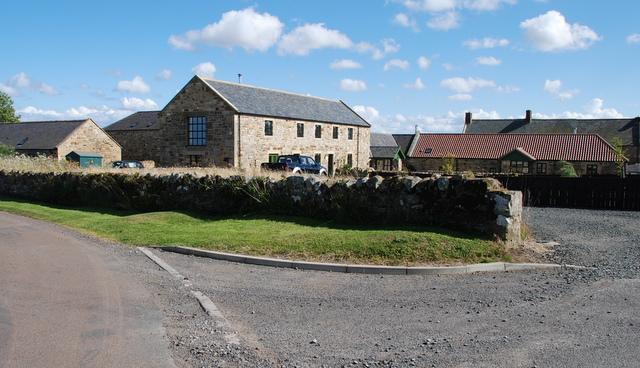
Hart Law

Hazon and Hartlaw var en civil parish 1866–1955 när det uppgick i Newton on the Moor, (nu Newton-on-the-Moor and Swarland) i grevskapet Northumberland i England. Civil parish var belägen 8 km från Alnwick och hade 51 invånare år 1951. Det inkluderade Hazon.